# La Torre d'en Besora
La Torre d'en Besora, en valencien et officiellement (Torre de Embesora en castillan), est une commune d'Espagne de la province de Castellón dans la Communauté valencienne. Elle est située dans la comarque de l'Alt Maestrat et dans la zone à prédominance linguistique valencienne.

## Géographie

Localisation de La Torre d'en Besora
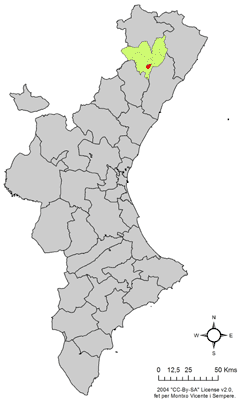
dans la Communauté valencienne.
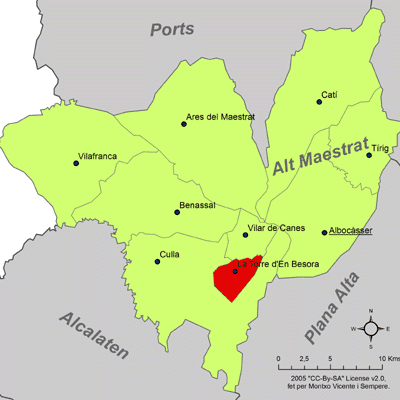
dans la comarque de l'Alt Maestrat.

La Torre d'en Besora est située dans le secteur central de la comarque, entre les montagnes de En Segures et de la Esparraguera.
On accède à cette localité depuis Castellón de la Plana en prenant la CV-10, puis la CV-15 et enfin la CV-163.
Le territoire de La Torre d'en Besora est limité au nord par la commune de Villar de Canes et à l'est, au sud et à l'ouest par la commune de Culla, ces deux communes faisant également partie de la province de Castellón.

## Histoire
Elle faisait partie de la Tenencia de Culla depuis l'époque de la Reconquista. Au XIIIe siècle, elle apparait sous le nom de Torre de Vinrabí. Elle appartenait à la seigneurie de Blasco de Alagón et de Guillem d'Anglesola, qui la donna en alleu à Ramón de Besora en 1269 ; celui-ci lui accorda une charte de repeuplement(carta puebla) le 5 avril 1274 ; cette charte fut modifiée pour réduire les cens à payer, le 26 février 1310 par son fils Ramón de Besora. Ce lignage a maintenu une forme de seigneurie insérée dans le territoire de Culla appartenant à l'Ordre de Montesa. En 1646, la commune comptait environ 100 habitants, 220 en 1794, et 469 en 1900.

## Démographie
| 1990 | 1992 | 1994 | 1996 | 1998 | 2000 | 2002 | 2004 | 2005 | 2007 |
| ---- | ---- | ---- | ---- | ---- | ---- | ---- | ---- | ---- | ---- |
| 265  | 237  | 229  | 227  | 210  | 210  | 194  | 190  | 204  | 180  |

## Économie
Elle est basée traditionnellement sur l'agriculture (olivier et amandier) et sur l'élevage.

## Administration
| Liste des Alcades |                         |       |         |
| Période           | Identité                | Parti | Qualité |
| 1979-1983         | Esteban Pitarch Colomer | UCD   | -       |
| 1983-1987         | -                       | -     | -       |
| 1987-1991         | -                       | -     | -       |
| 1991-1995         | -                       | -     | -       |
| 1995-1999         | -                       | -     | -       |
| 1999-2003         | -                       | -     | -       |
| 2003-2007         | David Vicente Segarra   | PP    |         |
| 2007-             | David Vicente Segarra   | PP    |         |

## Sites et monuments
- Église Paroissiale : dédiée à San Bartolomé.
- Ajuntament (mairie) : intérêt architectural.
- Torre Madoc (tour Madoc) : fortification qui selon la tradition serait d'origine arabe, mais qui semblerait plutôt du XIVe ou du XVe siècle. Actuellement elle est habitée et en parfait état.
- Castell.
- Ancienne Mine de Fer (Mina Esperança).

## Fêtes
- Sant Sebastià i Sant Francesc : elle est célébrée en janvier.
- Fêtes Patronales : elles se tiennent en août en l'honneur de Sant Bertomeu et du Cœur de Jésus.
- Romeria a Sant Pau, pèlerinage d'Albocàsser : il est célébré le dimanche précédant la Pentecôte.